# Фай (ислам)
Фай (араб. ‎ «возвращение») — все виды налогов и выморочное имущество, которое мусульмане получают от иноверцев мирным путём.
Термин восходит к кораническому выражению «ма афа’а Аллаху ’ала расулихи минхум» («то, что Аллах возвратил от них Своему посланнику»), которым пояснялось, что доставшаяся без боя добыча «возвращена» пророку Мухаммаду и он вправе распоряжаться ею по своему усмотрению. В период арабских завоеваний фаем называли добычу, захваченную не на поле боя (например, брошенные в Ктесифоне богатства сасанидских царей и знати). Из фая выделялся хумс, а оставшаяся часть распределялась между воинами.
После введения жалованья и регулярного сбора налогов положение изменилось. Уже в конце VIII века исламские богословы понимали под фаем прежде всего налоги с иноверцев (джизья, харадж), которые рассматривались как выкуп за жизнь и право пользоваться землей, которая в отличие от заката и хумса являлась добычей всех мусульман. Такие исламские богословы как аль-Маварди и аль-Газали полагали, что из фая должен выделяться хумс, в то время как из хараджа или джизии хумс не выплачивается. Созданное теоретиками понятие фая не имело никакого значения фискальной практики взимания джизии и хараджа.